# ALTO (межбанковская сеть)
ALTO — межбанковская сеть в Индонезии. Основана в августе 1993 года.

## История
Компания была основана в 1993 году и уже в 1994 создала объединённую в стране сеть банкоматов.
ALTO к кризису 1997 года подключил уже 9 банков и как и ранее закончил год с прибылью.
По состоянию на декабрь 2001 года компания являлась лидером индустрии банкоматов с общим объёмом активов в 40,8 млрд рупий.
В 2007 году ALTO расширила бизнес до операций денежных переводов. В 2009 году ALTO разработала программу пополнения мобильного эфирного времени для всех телекоммуникационных провайдеров Индонезии. Новейшим бизнес-стартапом ALTO является Бостонская школа банковского дела и финансов, которая специализируется на обучении будущих банковских работодателей. Другой стартап — платежный сервис ALTO Cash.
В ноябре 2013 года ALTO создала совместное предприятие с Seven Bank, японской сетью банкоматов, под названием PT. ATM. Целью является развитие банкоматного бизнеса в Индонезии.
Участниками сети ALTO являются все финансовые учреждения или банки, зарегистрировавшиеся в качестве участников сети ALTO. Членство открыто для всех участников клиринга Bank Indonesia. Партнерами ALTO Network являются все компании, предоставляющие услуги биллера, и владельцы каналов доставки.
Продавцами в сети ALTO являются все коммерческие организации или физические лица, которые участвовали в использовании системы обслуживания долговых карт и были зарегистрированы в сети ALTO.
В 2020 году система стала партнёром VISA.